# Attack on Titan: Humanity in Chains
Attack on Titan: Humanity in Chains (撃 撃 の 巨人 ~ 最後 最後 の 翼 ~ Shingeki no Kyojin ~ Jinrui Saigo no Tsubasa ~?, lit. "Ataque dos Titãs: As Última Asas da Humanidade"), conhecido na Europa como Shingeki no Kyojin: Humanity in Chains, é um jogo eletrônico de ação desenvolvido pela Spike Chunsoft para Nintendo 3DS, baseado na série de mangás de Hajime Isayama, Attack on Titan. O jogo foi originalmente lançado no Japão, no dia 5 de dezembro de 2013, com uma versão atualizada, Attack on Titan: Jinrei Saigo no Tsubasa CHAIN, lançada em 4 de dezembro de 2014. Essa versão do jogo foi localizada por Atlus e lançada na Nintendo eShop: na América do Norte, em 12 de maio de 2015 e, na Europa, em 2 de julho de 2015.

## Resumo
O jogo apresenta os jogadores no papel dos personagens da série Attack on Titan, ou um personagem criado por eles, enquanto se apoderam de artes de manobra tridimensional para atacar os Titãs, gigantes que caçam e devoram seres humanos. A iteração mais recente do jogo possui um modo história para um único jogador, multijogador local e online, bem como suporte a Circle Pad Pro.

## Recepção
No geral, o jogo recebeu amplos comentários negativos da crítica especializada, tendo sido uma obra de baixa receptibilidade. O jogo recebeu nota 4.9 pela IGN e detém uma classificação de 46% no Metacritic.